# Alfred Birnschein

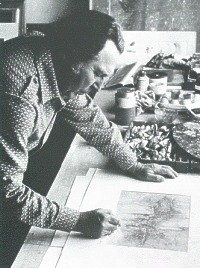
Alfred Birnschein

Alfred Birnschein (* 12. Juni 1908 in Crossen (Oder); † 13. November 1990 in Gevelsberg) war ein deutscher Maler, Grafiker und Kunsterzieher.

## Leben

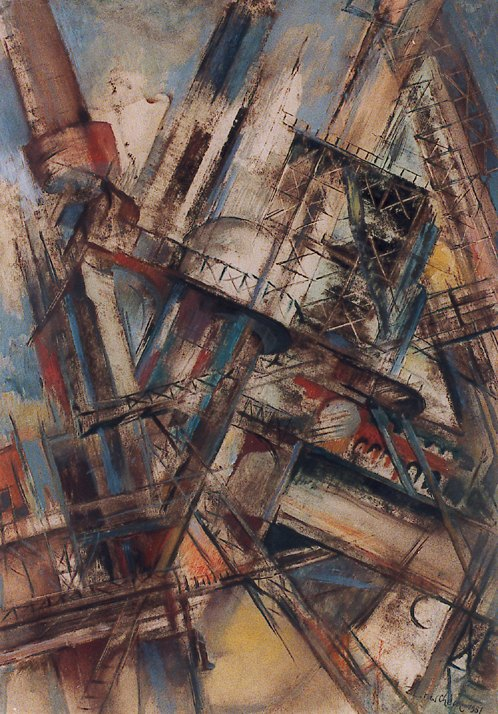
Alfred Birnschein: Zerstörte Hochofenanlage (1950)

Alfred Birnschein studierte 1926/27 zuerst Architektur an der TH Berlin, danach von 1927 bis 1932 an der Staatlichen Akademie für Kunst und Kunstgewerbe Breslau als Schüler von Oskar Schlemmer, Alexander Kanoldt, Otto Mueller und Paul Holz. Nach seinem künstlerischen (1932) und pädagogischen Staatsexamen (1934) arbeitete Birnschein zunächst als Kunsterzieher in Schlesien und Posen.
1936 heiratete Birnschein die Malerin Marie-Luise Krüger, mit der er nachfolgend Studienreisen nach Italien, Frankreich, die Niederlande und Österreich unternahm. Nach dem Kriege und britischer Kriegsgefangenschaft war Birnschein ab 1946 als freier Maler auf Gut Schwegerhoff bei Osnabrück tätig, bevor er 1948 als Kunsterzieher an das Städtische. Gymnasium in Gevelsberg berufen wurde.
1983 erhielt Birnschein das Bundesverdienstkreuz am Bande sowie die Medaille Pro arte. 1984 wurde er zum Maestro Accademico der Accad. Bedriacense, Calvatone. ernannt.

## Schaffen

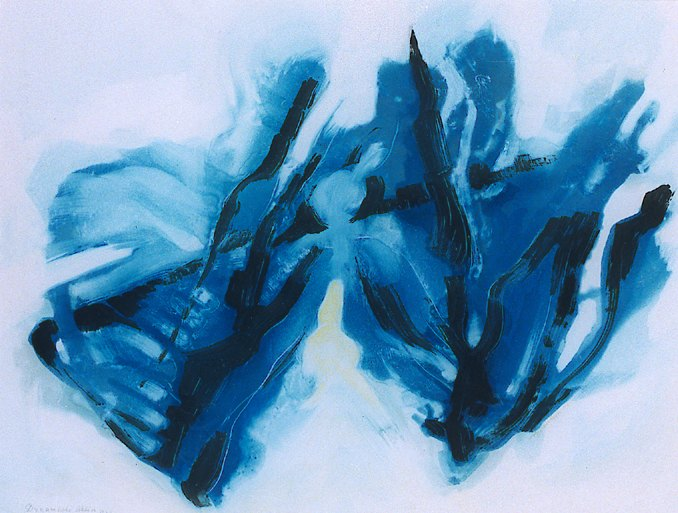
Alfred Birnschein: Dynamische Aktion (1983)

Nach Verlust aller bis dahin geschaffenen Werke durch den Krieg arbeitete Alfred Birnschein in seinen Bildern zunächst seine persönlichen Kriegserlebnisse auf, z. B. Triumph des Todes, 1948, Zerstörte Hochofenanlage, 1950, wobei er vorzugsweise in Öl malte. Später experimentierte er auch mit Acrylfarben und bevorzugte zunehmend Mischtechniken für seine Werke.
Der Abstraktionsgrad seiner Bilder und Collagen stieg mit zunehmendem Lebensalter an, kubistische und expressionistische Elemente flossen immer stärker in sein Schaffen ein. Bevorzugte Themen seiner Bilder sind Landschaften, aber auch Stillleben sowie Menschen-Darstellungen (oftmals bedroht durch Krieg).

## Werke
Birnscheins Werke finden sich in
- Staatliche Hochschule für Kunst, Düsseldorf.
- Landesregierung Nordrhein-Westfalen, Ministerium für Arbeit, Gesundheit u. Soziales, Düsseldorf.
- Landesregierung Nordrhein-Westfalen, Kultusministerium, Düsseldorf.
- Ostdeutsche Galerie, Regensburg.
- Stiftung Gerhart-Hauptmann-Haus. Deutsch-Osteuropäisches Forum Düsseldorf (ehem. Haus des Deutschen Ostens).
- Von der Heydt-Museum, Wuppertal.
- Karl Ernst Osthaus-Museum, Hagen.
- Deutsches Klingenmuseum, Solingen.
- Lenbachhaus, München.
- Stadtverwaltungen Gevelsberg, Wuppertal, Dortmund, Gladbeck, Solingen.
- Aktiengesellschaft der Versorgungsunternehmen, Gevelsberg.